# Miske
Miske là một thị trấn thuộc hạt Bács-Kiskun, Hungary. Thị trấn này có diện tích 42,27 km², dân số năm 2010 là 1750 người, mật độ 41 người/km².